# PIMCO
Pacific Investment Management Company (PIMCO) — американская инвестиционная компания, один из крупнейших мировых инвесторов на рынке облигаций.
Размер активов под управлением — $1,73 трлн на 30 августа 2018 года.

## История
Компания основана в 1971 в Ньюпорт Бич, штат Калифорния. В настоящее время принадлежит немецкой страховой корпорации Allianz, которая приобрела её в 2000 году.
Размер активов под управлением $1,550 трлн на 30 сентября 2016 года.
По состоянию на 31 марта 2009 г. в целом под управлением PIMCO находилось более $756 миллиардов долларов, а к 31 декабрю 2009 г. цифра «перевалила» за $1 триллион.
Это почти в 100 раз больше, чем стоимость чистых активов всех российских ПИФов на 31 декабря 2009 г., которая составила около 307 млрд руб.
По состоянию на 30 сентября 2014 года под управлением PIMCO находилось активов на сумму $1,86 трлн долларов США.
На 30 сентября 2014 года в штате компании состояло 2462 сотрудника, в том числе 758 инвестиционных консультантов.
16 мая 2007 г. бывший Председатель ФРС США Алан Гринспен был нанят PIMCO в качестве специального консультанта и участвовал в квартальных экономических форумах компании, а также в частном порядке разговаривал с управляющим по долговым ценным бумагам по поводу процентной политики ФРС.
С 2014 года главным исполнительным директором компании PIMCO является Дуглас Ходж (Douglas Hodge), президентом компании — Джей Джейкобс (Jay Jacobs). Главным директором по инвестициям (CIO) группы компаний PIMCO с сентября 2014 года является Дэниел «Дэн» Айвасин (Daniel J. Ivascyn).
До января 2014 года главным исполнительным директором и главным содиректором по инвестициям компании PIMCO являлся Мохаммед эль-Эриан — сооснователь PIMCO наряду с Биллом Гроссом, который до увольнения 27 сентября 2014 г. был главным директором компании по инвестициям. Б. Гросс отвечал, в том числе, за взаимный фонд PIMCO Total Return Instl — главный инвестиционный фонд, которым управляет компания PIMCO. По состоянию на 1 января 2013 года размер компании превышал $2 трлн долларов США.
Внезапная отставка сооснователя и главного директора по инвестициям PIMCO Билла Гросса в сентябре 2014 года привела к сильному оттоку средств инвесторов из фондов, управляемых PIMCO, и к резкому падению котировок акций материнской компании PIMCO — Allianz SE (в день объявления об отставке Б. Гросса падение котировок немецкого страховщика составило 7,35 %). По оценке газеты The Wall Street Journal, за первую неделю после объявления об отставке Б. Гросса инвесторы вывели из фондов PIMCO около $10 млрд долларов США.
По состоянию на 30 ноября 2014 года чистые активы фонда PIMCO Total Return Instl равнялись $162,81 млрд долларов США.